# Convict
Een convict (van het Latijn: samenleving) is een huis waar priesterstudenten en priesters samenwonen zonder aan een kloosterregel te zijn gebonden.  In tegenstelling tot wat het geval is bij een seminarie wordt een groot gedeelte van het onderwijs dan in hogescholen in de nabijheid gedoceerd.  Zulke huizen kwamen vanaf de 16e eeuw onder andere in Nederland voor tot de jaren 1960 en 1970 in universiteitssteden met een theologische faculteit.
Het Ariënskonvikt, opgericht in 1979 was een dergelijk convict, ten behoeve van de priesteropleiding van het aartsbisdom Utrecht en het bisdom Groningen-Leeuwarden. 